# Pau Roca
Pau Roca Jover (Barcelona, 24 de junio de 1982) es un actor y director español. Se dio a conocer a nivel nacional interpretando a Mateo en la serie MIR, en Telecinco, aunque ya era conocido a nivel local por interpretar a Rafa en Ventdelplà, serie de la televisión autonómica catalana. Aun así, Roca ha desarrollado la mayor parte de su carrera en el teatro, participando en más de veinte montajes.

## Biografía
Nacido en el barcelonés barrio de Gracia, y de madre cocinera, Pau Roca realizó los estudios de interpretación y dirección en la Escuela Superior de Cine y Audiovisuales de Cataluña (ESCAC).
Comenzó su carrera profesional en el teatro con obras como: Croades, Ball Trap, Romeo y Julieta, El zoo de cristal, Actes indecents y Trilogía en Nueva York. En 2003 participó de manera episódica en El comisario y Hospital Central, ambas de Telecinco. Ese mismo año protagonizó la película Jóvenes, junto a Aina Clotet y Roger Coma.
Entre 2005 y 2010 formó parte del reparto de la serie de TV3 Ventdelplà, donde interpretó a Rafa de manera intermitente debido a su participación en otros proyectos. Entre 2007 y 2009 compaginó su trabajo en TV3 con la serie médica de Telecinco MIR, en el papel de Mateo García, un médico de pediatría de primer año. Hasta diciembre de 2008 trabajó en la serie LEX junto a actores como Javier Cámara, Santi Millán o Kira Miró entre otros, interpretando a un joven abogado.
Su trayectoria en el cine no ha sido tan abultada como en la televisión o el teatro, sin embargo, ha participado en películas como Pactar con el gato de Joan Marimón y Barcelona, noche de verano de Dani de la Orden.
En 2013 protagoniza la serie Gran Reserva. El origen de Bambú Producciones para TVE, interpretando el papel de Rafael Cortázar. Ese mismo año formó parte del reparto de la miniserie de Telecinco Niños robados. En 2014 vuelve a la televisión para participar en la primera temporada de Bajo sospecha en Antena 3.
En el teatro ha participado en más de veinte montajes, tanto como actor como director. Su ópera prima como dramaturgo fue The Guarry Men Show, que se estrenó en 2011 en el Teatro Poliorama de Barcelona. También ese año participó en Londres de Simon Stephens y dirigida por Marta Angelat, y Una vella, coneguda olor de Josep Maria Benet i Jornet y dirigida por Sergi Belbel en el TNC. En 2012 fue Laertes en el Hamlet de Will Keen en el Teatro Español de Madrid.
Entre 2014 y 2015 protagonizó Pulmons junto a Carlota Olcina, una comedia del británico Duncan Macmillan dirigida por Marilia Samper. En 2017 formó parte de Ivànov de Antón Chéjov dirigido por Àlex Rigola en el Teatre Lliure. Ese mismo año empezó una gira con Bodas de sangre de Federico García Lorca dirigida por Oriol Broggi.
En 2018 dirigió BULL, una obra de Mike Bartlett y protagonizada por Joan Carreras, Jordi Rico, Marc Rodríguez y Mar Ulldemolins. Actualmente protagoniza Les coses excepcionals, un monólogo de Duncan Macmillan en el Club Capitol de Barcelona.

## Trayectoria profesional

### Cine
| Año  | Título                              | Dirección                     | Personaje | Notas        |
| ---- | ----------------------------------- | ----------------------------- | --------- | ------------ |
| 2003 | Jóvenes                             | Carles Torras y Ramon Térmens | Pau       | Protagonista |
| 2004 | Estúpidos, basado en hechos reales  | Gerard Sinfreu                |           | Cortometraje |
| 2005 | Fin de curso                        | Miguel Martí                  | Borja     | Protagonista |
| 2007 | Pactar con el gato                  | Joan Marimón                  | Aparissi  | Protagonista |
| 2008 | A las tres de la tarde              | Cristina Escoda               | Toni      | Cortometraje |
| 2009 | Dos de dos                          | Denise Castro                 | Luis      | Cortometraje |
| 2012 | Alba significa amanecer             | Alicia Verdés                 | Andreu    | Cortometraje |
| 2013 | Barcelona, noche de verano          | Dani de la Orden              | Albert    | Reparto      |
| 2013 | Afterzombies: El fin de los zombies | Guillermo Arribas Cobián      |           | Cortometraje |

### Televisión
| Año       | Título                  | Cadena      | Personaje           | Notas      |
| --------- | ----------------------- | ----------- | ------------------- | ---------- |
| 2003      | El comisario            | Telecinco   |                     | Episódico  |
| 2003      | Hospital Central        | Telecinco   | Asier               | Episódico  |
| 2004      | Estocolm                | TV3         | Carles              | TV movie   |
| 2004      | De moda                 |             | Dani                | Episódico  |
| 2005-2010 | Ventdelplà              | TV3         | Rafa González Úbeda | Principal  |
| 2007-2009 | MIR                     | Telecinco   | Mateo García        | Principal  |
| 2008      | LEX                     | Antena 3    | David Vega          | Principal  |
| 2013      | Gran Reserva. El origen | TVE         | Rafael Cortázar     | Principal  |
| 2013      | Niños robados           | Telecinco   |                     | Miniserie  |
| 2014-2015 | Bajo sospecha           | Antena 3    | Eduardo Castro      | Principal  |
| 2025      | El gran salto           | Atresplayer | Ricardo             | Secundario |

### Teatro
| Año       | Título                             | Dramatúrgia                | Dirección       | Teatro                                |
| --------- | ---------------------------------- | -------------------------- | --------------- | ------------------------------------- |
| 2001      | El zoo de cristal                  | Tennessee Williams         |                 |                                       |
| 2002      | Croades                            | Michel Azama               |                 |                                       |
| 2002      | Ball Trap                          | Xavier Durringer           |                 |                                       |
| 2002      | Romeo y Julieta                    | William Shakespeare        |                 |                                       |
| 2004      | Trilogía en Nueva York             | Harvey Fierstein           | Oscar Molina    |                                       |
| 2005      | Actes indecents                    | Moisés Kaufman             | Teresa Devant   |                                       |
| 2005      | Quién es Sylvia                    | Edward Albee               | Josep Maria Pou |                                       |
| 2005      | La cabra                           | Edward Albee               | Josep Maria Pou |                                       |
| 2009      | Romeo y Julieta                    | William Shakespeare        | Will Keen       |                                       |
| 2009      | Pasqua                             | August Strindberg          | Francesc Cerro  |                                       |
| 2010      | L'illa dels Monzons                | Jordi Faura                | Jordi Faura     | La Villarroel                         |
| 2011      | The Guarry Men Show                |                            | Pau Roca        | Teatre Poliorama                      |
| 2011      | Londres                            | Simon Stephens             | Marta Angelat   |                                       |
| 2011      | Una vella, coneguda olor           | Josep Maria Benet i Jornet | Sergi Belbel    | Teatro Nacional de Cataluña           |
| 2012      | Cock                               | Mike Bartlett              | Marta Angelat   | Club Capitol                          |
| 2012      | Hamlet                             | William Shakespeare        | Will Keen       | Teatro Español                        |
| 2013      | Si existeix encara no ho he trobat | Nick Payne                 | Marilia Samper  | Sala Beckett                          |
| 2014-2015 | Pulmons                            | Duncan Macmillan           | Marilia Samper  | Sala Beckett y Teatre Lliure          |
| 2015      | L'efecte                           | Lucy Prebble               | Carol López     | Sala Beckett                          |
| 2015      | Incerta Glòria                     | Joan Sales                 | Àlex Rigola     | TNC                                   |
| 2015      | El Público                         | Federico García Lorca      | Àlex Rigola     | Teatro Abadía y TNC                   |
| 2016      | Història                           | Jan Vilanova               | Pau Roca        | Sala Beckett                          |
| 2016      | Pretty                             | Neil Labute                | Marilia Samper  | La Villarroel                         |
| 2017      | Dybbuk                             | Jan Vilanova               | Pau Roca        | Sala Beckett                          |
| 2017      | Ivànov                             | Antón Chéjov               | Àlex Rigola     | Teatre Lliure                         |
| 2017      | Tender Napalm                      | Philip Ridley              | Pau Roca        | Sala Beckett                          |
| 2017-2018 | Bodas de sangre                    | Federico García Lorca      | Oriol Broggi    | Teatre Biblioteca de Catalunya y gira |
| 2018      | BULL                               | Mark Bartkett              | Pau Roca        | La Villarroel y gira                  |
| 2018-2019 | Les coses excepcionals             | Duncan Macmillan           | Pau Roca        | Club Capitol                          |